# Nusnäs
Nusnäs ist ein Ort (tätort) in der schwedischen Provinz Dalarnas län und der historischen Provinz Dalarna.
Der Ort am Siljansee liegt 10 km südöstlich von Mora in der Gemeinde Mora. Er ist vor allem für die Herstellung der Dalapferde bekannt. Die Werkstätten können besichtigt werden.

Werkstatt für Dalapferde in Nusnäs
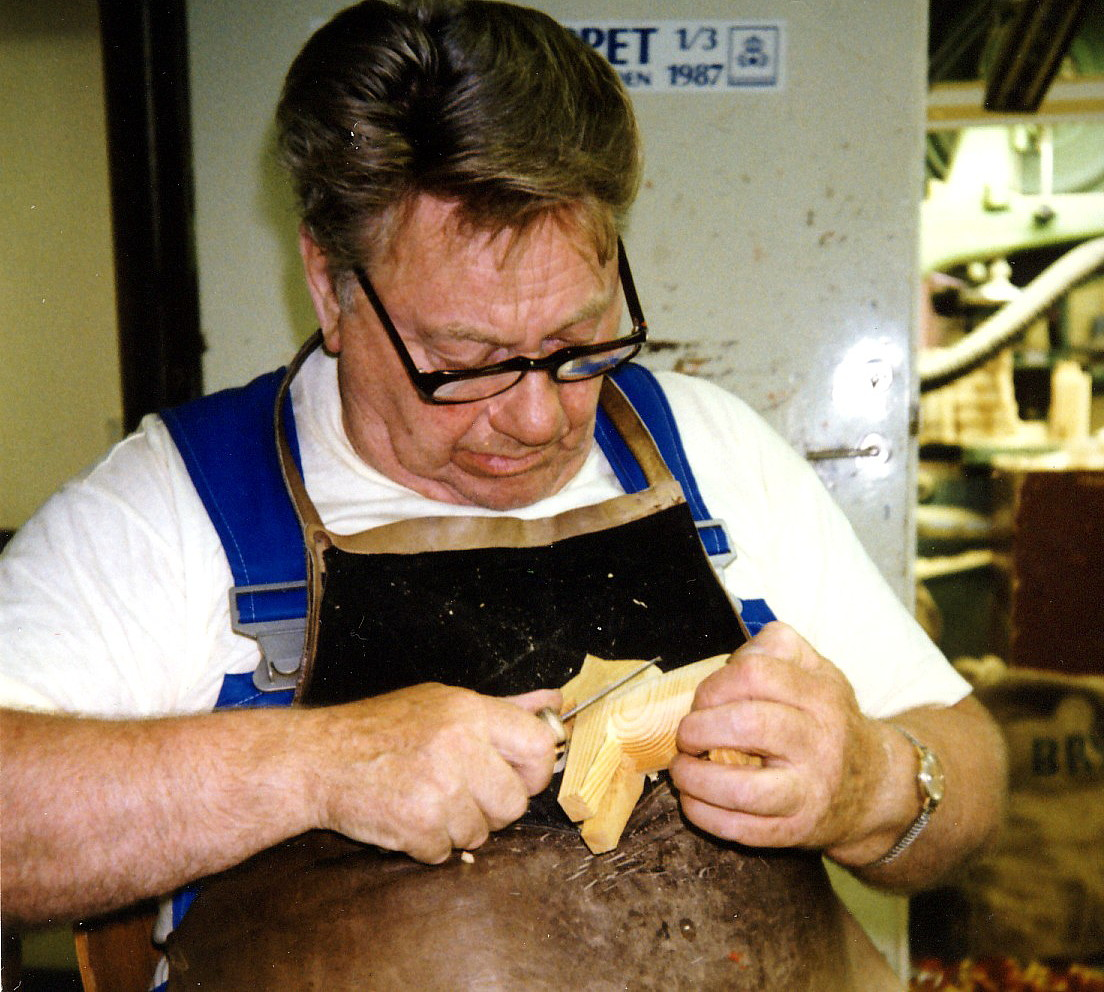
Herstellung der Dalapferde
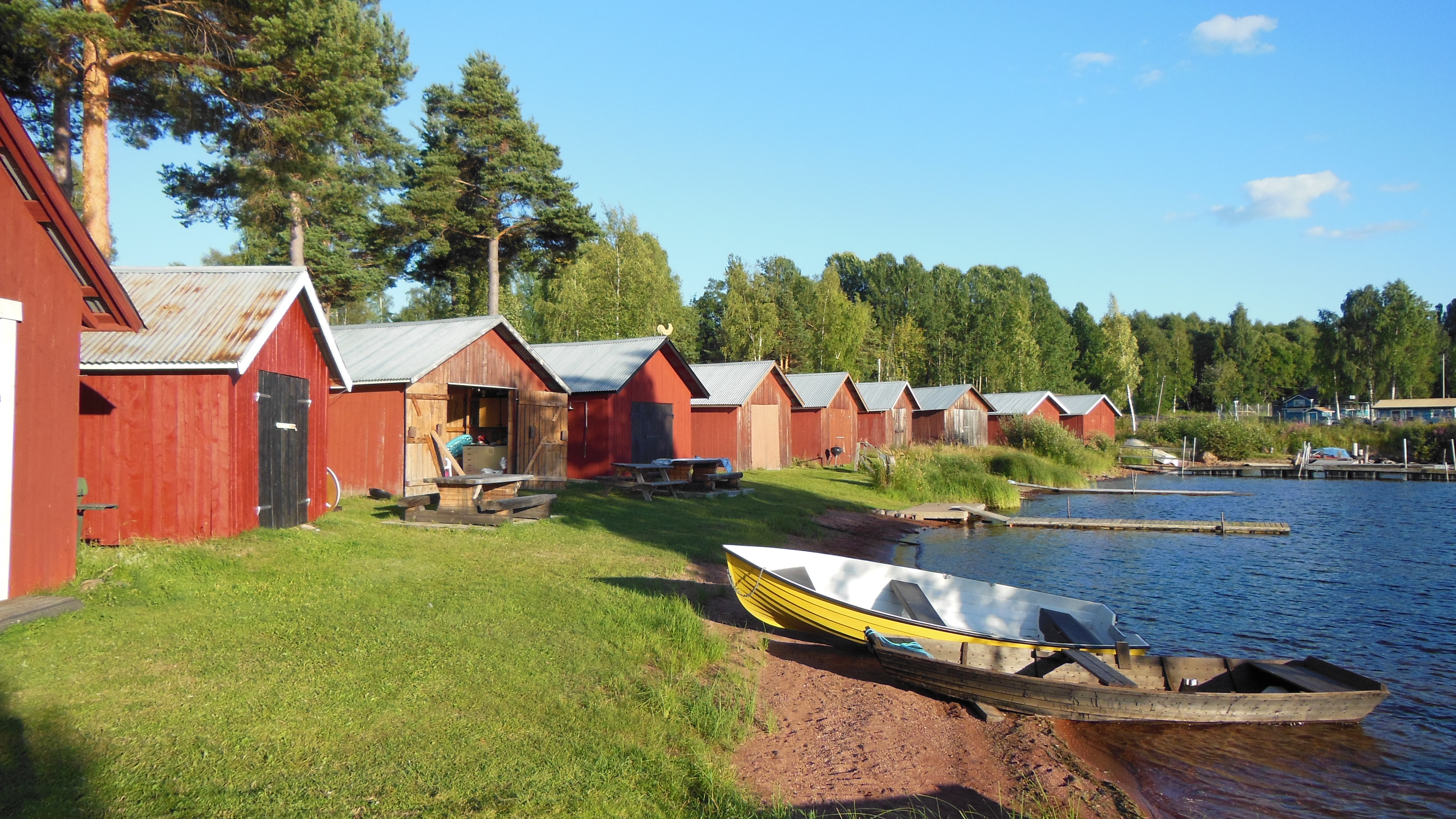
Alte Bootsschuppen in Nusnäs am Siljan